# Kunzea preissiana
Kunzea preissiana är en myrtenväxtart som beskrevs av Johannes Conrad Schauer. Kunzea preissiana ingår i släktet Kunzea och familjen myrtenväxter. Inga underarter finns listade i Catalogue of Life.